# Metro Dnipro

Logo der Metro Dnipro

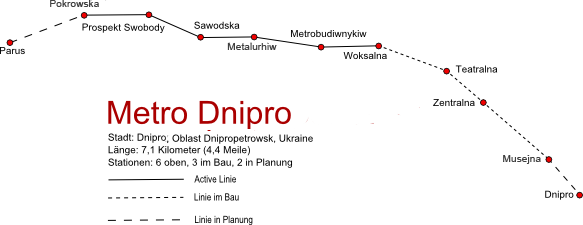
Strecke der Metro Dnipro

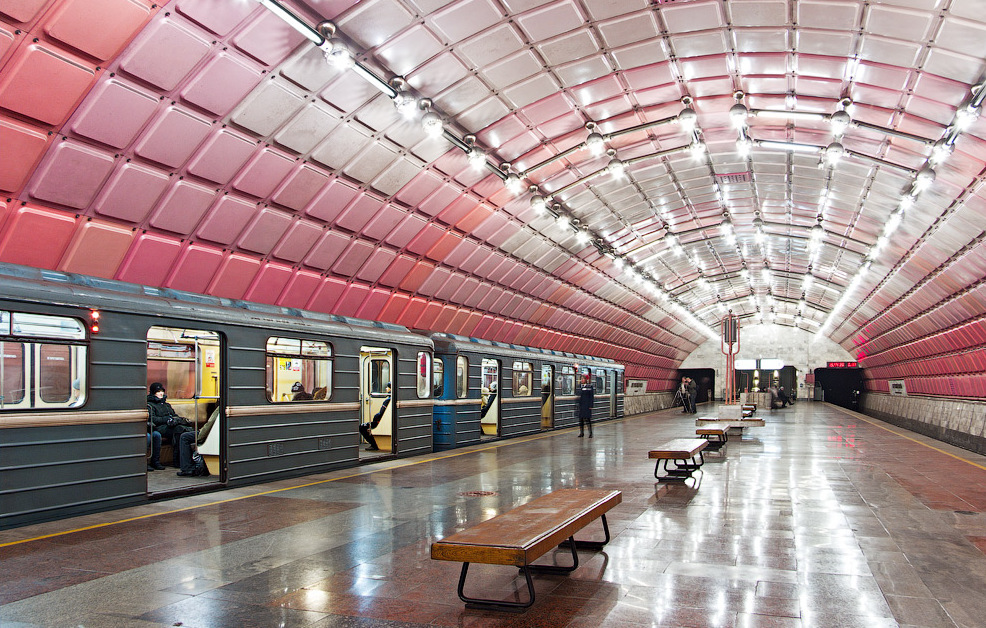
Station Metrobudiwnikiw mit Metrowagonmasch-Zug

Die Metro Dnipro (ukrainisch Дніпровський метрополітен Dniprowskyj metropoliten) wurde 1995 eröffnet. Damit gehört Dnipro zu den jüngsten U-Bahn-Städten Europas. Seit der Inbetriebnahme der Metro sinken die Fahrgastzahlen kontinuierlich. Wurden 1996 noch 18,2 Millionen Passagiere befördert, waren es 2013 nur noch 7,5 Millionen.

## Geschichte
Mitte der 1970er Jahre überschritt das damalige Dnipropetrowsk die Einwohnerzahl von einer Million, was, wie in der Sowjetunion üblich, zum Bau einer U-Bahn berechtigte. Der Baubeginn war 1982, doch besonders nach dem Zerfall der Sowjetunion schritten die Bauarbeiten aus wirtschaftlichen Gründen nur mäßig voran. Am 29. Dezember 1995 wurde die Metro zwischen Komunariwska (Комунарівська) und Woksalna (Вокзальна) mit sechs Stationen eröffnet. Damit erhielt Dnipro als dritte ukrainische Stadt eine Metro, nach Kiew und Charkiw. Die Stationen sehen sich alle sehr ähnlich, nur die Deckenverkleidung ist unterschiedlich. Alle Stationen außer Komunariwska liegen nach sowjetischem Vorbild in Tiefen von 40 bis 60 Metern. Die Züge fahren von 5:30 bis 23:30 Uhr in einem 7- bis 17-Minuten-Takt, wobei zukünftig ein 5-Minuten-Takt vorgesehen ist. Die Fahrzeuge der Baureihe Metrowagonmasch 81-717/714, bestehend aus drei Wagen pro Zug, benutzen zur Stromabnahme eine Stromschiene mit einer Spannung von 825 Volt Gleichstrom und fahren auf der russischen Breitspur von 1524 Millimetern.
Seit der Inbetriebnahme hat die Metro mit einem Rückgang der Fahrgastzahlen zu kämpfen. Dies ist zum einen der starken Bevölkerungsabnahme Dnipros nach dem Zerfall der Sowjetunion geschuldet. Zum anderen erschließt die U-Bahn noch größtenteils das inzwischen wenig frequentierte Industriegebiet der Stadt.
Im Zuge der Dekommunisierung in der Ukraine wurde die Station Komunariwska (in Anlehnung an die Kommunarden) in Pokrowska (Покровська) umbenannt.

## Planungen
In Zukunft sind weitere Stationen geplant. Bis 2017 sollte die Station Zentralna (Центральна) fertiggestellt werden, die Linie Komunariwska–Zentralna wäre dann 11,8 Kilometer lang. Die Zwischenstation Teatralna (Театральна) sollte dann ebenfalls in Betrieb gehen. Inzwischen wird mit einer Inbetriebnahme dieser Stationen bis 2019 gerechnet. 2019 sollte nach dem ursprünglichen Plan bereits eine weitere Station namens Piwdennyj/Jushnyj Woksal fertiggestellt werden. Entsprechende Verträge wurde zwischen dem Infrastrukturminister Boris Kolesnikow und dem Vorsitzenden der Oblastverwaltung unterzeichnet. Eine Verlängerung nach Westen um eine Station namens Parus (Парус) ist für später vorgesehen.
Die Station Zentralna wurde bereits beim Bau als Umsteigestation konzipiert, da mittel- bis langfristig geplant ist, eine weitere Linie zu bauen, welche die andere Seite des Dnepr erschließen soll. Diese soll die bestehende Strecke an der erwähnten Station kreuzen. In sehr ferner Zukunft ist damit zu rechnen, dass die Linien der Metro Dnipro, genauso wie andere ehemalige sowjetische U-Bahn-Systeme, ein Sekantennetz bilden.
Die Metro sollte zur Fußball-Europameisterschaft 2012 durch den japanischen Baukonzern Sumitomo Shōji ausgebaut werden, dies wurde jedoch nicht umgesetzt.